# 中国人民解放军陆军第二十集团军炮兵旅
陆军第二十集团军炮兵旅（英語：Artillery Brigade, 20th Army），是曾经中国人民解放军陆军第二十集团军下属的炮兵旅，2017年跟随集团军一同被裁撤。

## 历史概述
该旅前身为1948年11月组建的东北野战军炮兵第二指挥所，1949年1月改为东北野战军炮兵第2师，辖第4、5、6、7团。1949年4月第四野战军炮兵第2师改称中国人民解放军炮兵第2师，时辖炮28、29、30、31团。炮兵28团是解放军最早的一个加农炮团，其前身是1946年收集日本关东军遗弃的21门105毫米加农炮组成的东北民主联军重炮第三团。该师1950年10月第一批入朝参战，回国归武汉军区建制。
1985年8月，缩编为炮兵旅，编入新成立的陆军第二十集团军，2017年4月被裁撤。

## 沿革[2]
- 东北野战军炮兵第二指挥所——（1948年11月-1949年4月）
- 炮兵第二师——（1949年4月-1985年8月）
- 陆军第二十集团军炮兵旅——（1985年8月-2017年4月）